# Baie d'Umivik

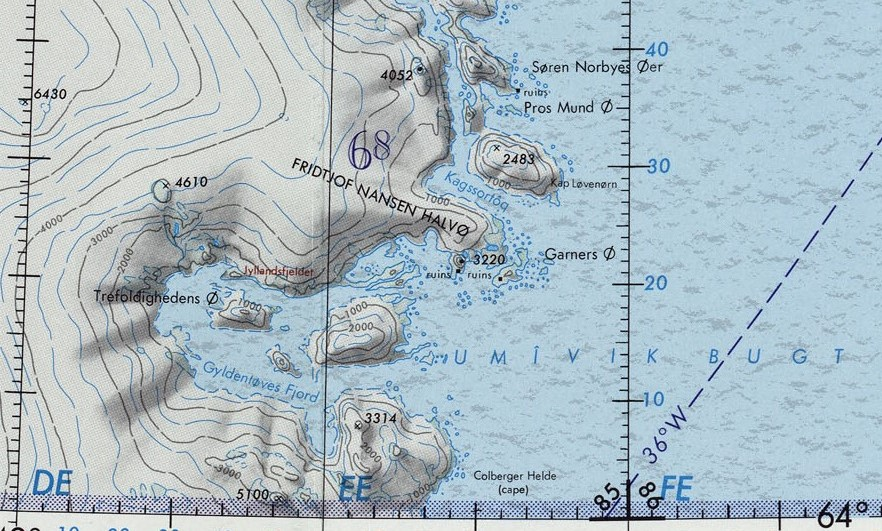
Baie d'Umivik

La baie d'Umivik est une baie au large de la côte est du Groenland. Elle est située entre la péninsule de Fridtjof Nansen au nord et la Terre d'Odin au sud.
La baie d'Umivik appartient à la  municipalité de Sermersooq. Elle fut choisie par Fridtjof Nansen pour sa première traversée de l'intérieur du Groenland en 1888,.